# Veronika (helgon)
Veronika är ett helgon inom kristendomen. Veronika skall ha torkat av Jesu ansikte från blod då han bar korset till Golgata. Medan hon gjorde detta, avbildades hans ansikte på svetteduken.

## Namn
Det är idag osäkert vad denna kvinna hette innan hon fick namnet Veronika, men det mest troliga är Berenike (eller Berenice som alternativ stavning), vilket betyder den segerbringande och antas härstamma från grekiskans pherein (bringa) och nikê (seger).
Veronika vördas som helgon inom Romersk-katolska kyrkan, med minnesdag den 12 juli.

## Skildringar i kulturen
År 1216 fördes som vanligt Veronicas svetteduk i procession till Peterskyrkan men då den hade satts på plats svängde den plötsligt upp och ned. Påven Innocentius III blev uppskakad av det dåliga förebudet och för att blidka Gud komponerade han en bön till bilden och lovade avlat till den som bad bönen. Löftet var inte bundet till en bedjan i Peterskyrkan utan bilden och bönen kunde spridas fritt. Den snabba utvecklingen av avlatsinstitutionen under senmedeltiden förde bilden över hela det katolska Europa i böcker och kyrkokonst.
Veronika och svetteduken skildras i Mel Gibsons film The Passion of the Christ.
Sedan 2009 firas i Ryssland fotografernas dag den 12 juli, som är Sankta Veronikas helgondag (hennes svetteduk kan sägas vara det första fotografiet). Det är också George Eastmans födelsedag år 1854, grundaren av företaget Eastman Kodak. Emellertid firar ryska kyrkan hennes dag den 4 oktober (gamla stilen; 17 oktober nya stilen).

### Webbkällor
- ”St. Veronica”. Catholic Encyclopedia. New Advent. http://www.newadvent.org/cathen/15362a.htm. Läst 30 mars 2019.
- ”Santa Veronica, pia donna”. Santi e Beati. http://www.santiebeati.it/dettaglio/62275. Läst 30 mars 2019.